# Бушуево (Тюменская область)
Бушуево — село в Юргинском районе Тюменской области России. Административный центр и единственный населённый пункт Бушуевского сельского поселения.

## География
Село находится в центральной части Тюменской области, в пределах юго-западной части Западно-Сибирской низменности, в подзоне южной тайги, на берегах реки Тельнихи, вблизи места впадения её в реку Бушуевскую, на расстоянии примерно 8 километров (по прямой) к юго-юго-западу (SSW) от села Юргинского, административного центра района. Абсолютная высота — 123 метра над уровнем моря.

### Климат
Климат континентальный с холодной многоснежной зимой и тёплым относительно коротким летом. Продолжительность безморозного периода составляет в среднем 110 дней. Абсолютная годовая амплитуда температуры воздуха достигает 80-85 °C. Среднегодовое количество атмосферных осадков составляет 340 мм, из которых большая часть выпадает в тёплый период.

### Часовой пояс
Село Бушуево, как и вся Тюменская область, находится в часовой зоне МСК+2. Смещение применяемого времени относительно UTC составляет +5:00.

## Население
| 2010 | 2012 | 2013 | 2014 | 2015 | 2016 | 2017 |
| ---- | ---- | ---- | ---- | ---- | ---- | ---- |
| 533  | ↘514 | ↘513 | ↘486 | ↘480 | ↗486 | →486 |
| 2018 | 2019 | 2020 | 2021 |      |      |      |
| ↘472 | ↗482 | ↘479 | ↘469 |      |      |      |

### Половой состав
По данным Всероссийской переписи населения 2010 года в половой структуре населения мужчины составляли 46,5 %, женщины — соответственно 53,5 %.

### Национальный состав
Согласно результатам переписи 2002 года, в национальной структуре населения русские составляли 84 % из 636 чел.